# 10830 Дефорж
10830 Дефорж (10830 Desforges) — астероїд головного поясу, відкритий 20 жовтня 1993 року.
Тіссеранів параметр щодо Юпітера — 3,337.